# Antonin Fontaine

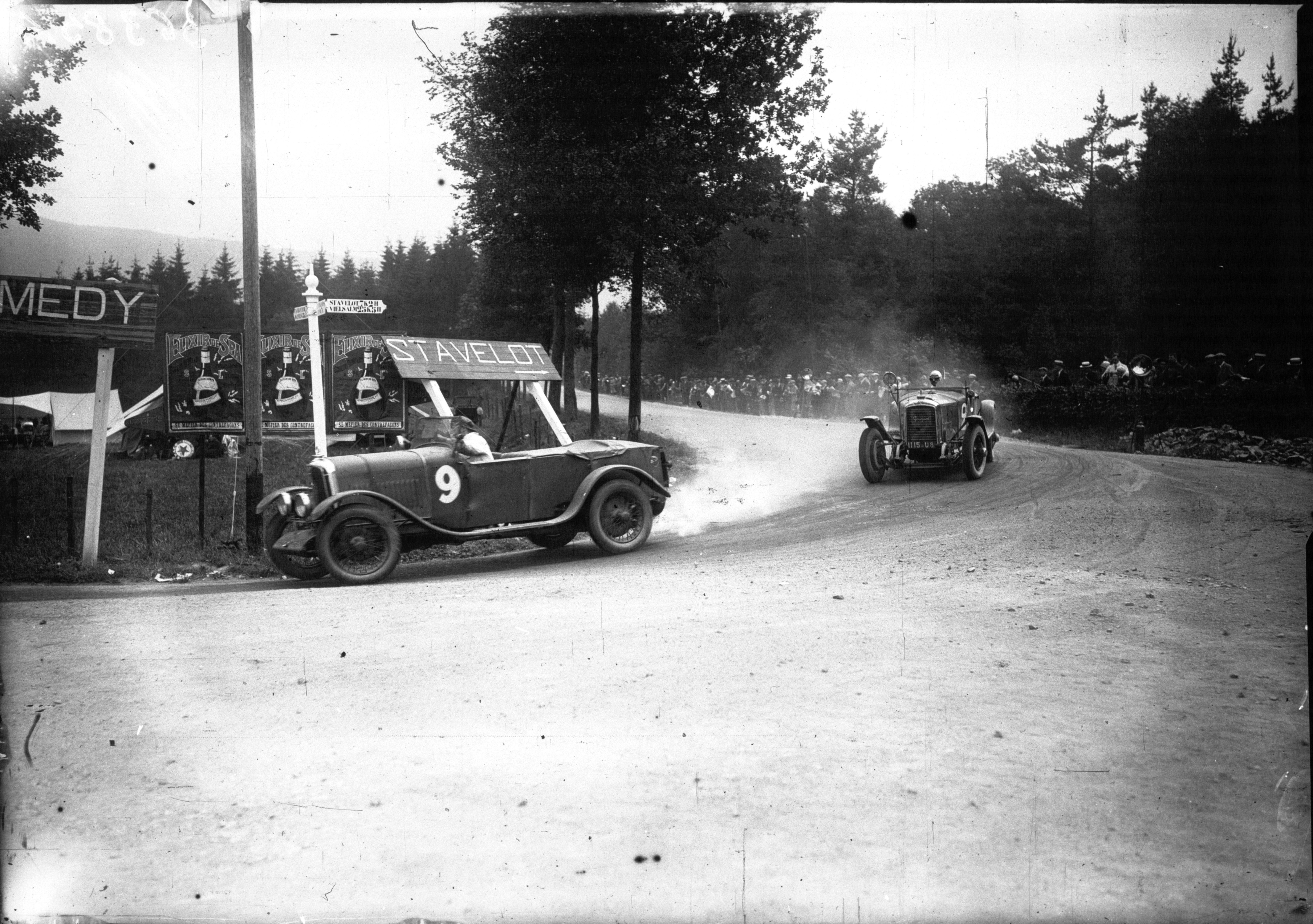
Der Théo Schneider 25SP (Startnummer 9) von Robert Poirier und Antonin Fontaine beim 24-Stunden-Rennen von Spa-Francorchamps 1926

Antonin Fontaine (* 1900; † 1979) war ein französischer Autorennfahrer. 

## Karriere als Rennfahrer
Antonin Fontaine war 1926 zweimal der Partner des Fliegers und Théo-Schneider-Miteigentümers Robert Poirer bei 24-Stunden-Rennen. Nach einem Unfall beim 24-Stunden-Rennen von Le Mans beendete das Duo das 24-Stunden-Rennen von Spa-Francorchamps dieses Jahres an der 13. Stelle der Gesamtwertung.

## Statistik

### Le-Mans-Ergebnisse
| Jahr | Team                       | Fahrzeug            | Teamkollege    | Platzierung | Ausfallgrund |
| ---- | -------------------------- | ------------------- | -------------- | ----------- | ------------ |
| 1926 | Automobiles Théo Schneider | Théo Schneider 25SP | Robert Poirier | Ausfall     | Unfall       |